# 沖水幹生
沖水 幹生（おきみず みきお、1969年 - ）は、日本のファンタジー作家。岐阜県生まれ。名古屋商科大学中退。2007年2月、長編青春ファンタジー小説『ルナ』でデビューした。
デビュー作は、光文社の新人発掘企画「KAPPA-ONE」の選考を通過したもので、同じくKAPPA-ONEからデビューする樹月弐夜『バロックライン』と同時刊行された。

## 作品リスト
単行本
- ルナ （2007年2月、光文社 カッパ・ノベルス）ISBN 978-4-334-07649-8